# ديريك باين
ديريك باين (بالإنجليزية: Derek Payne)‏ (1975 - ) هو لاعب كرة قدم بريطاني في مركز الوسط. لعب مع نادي بارنت ونادي بيتربورو يونايتد ونادي ساوثيند يونايتد ونادي واتفورد وسانت ألبانز سيتي وFlackwell Heath F.C. ‏.

## وصلات خارجية
- ديريك باين على موقع قاعدة بيانات كرة القدم.إي يو (الإنجليزية)